# 森本哲郎
森本哲郎（1925年10月13日—2014年1月5日），日本著名评论家。森本毅郎之兄。
曾任朝日新闻记者，前并著有《撒哈拉幻想行》、《文明之旅》等。1988年至1992年，担任东京女子大学教授。1980年，在电视情报节目中担任特邀嘉宾。2014年1月5日，因缺血性心脏衰竭去世，享年88岁。